# 초고분자량 폴리에틸렌
초고분자량 폴리에틸렌(ultrahigh molecular weight polyethylene, UHMWPE)은 열가소성 폴리에틸렌의 일종이다.

## 같이 보기
- 저밀도 폴리에틸렌